# شركة تنمية جزر إيزو
قالب:基礎情報 会社شركة تطوير جزر إيزو المحدودة هي مؤسسة شحن يابانية . وهي شركة تابعة لشركة توكاي كيسن، تقوم بتسيير سفن البضائع والركاب في جزر إيزو وأوجاساوارا ميسرةً سُبُل التواصل والتجارة.

## ملخص
في 24 مايو 1971 ، اجتمعت ثماني بلدات وقرى متصلة، من بينها مدينة أوشيما، وقرية توشيما، وقرية نيجيما، وقرية كوزوشيما، وقرية مياكي، وقرية ميكوراشيما، ومدينة هاتشيجو ، وقرية أوغاشيما ) وقد تأسست هذه الشركة، بتعاونٍ استثماري بالتناصف مع شركة توكاي كيسن ، لتبدأ مسيرتها في مياه البحر، فتفتح الطريق بين جزيرة هاتشوجيما وجزيرة آوغا، وبين جزيرة مياكي وجزيرة ميكورا،
كان خط الملاحة بين جزيرتي تشي تشي جيما وهاهاجيما قد خُطط له أن يبدأ في أغسطس من عام 1975 بعد أن حصلت شركة أوغاساوارا للنقل البحري على ترخيص الملاحة، غير أنه بسبب تغيرات الأوضاع الاقتصادية وغيرها من الأسباب، تم العدول عن الخطط. فاستجابةً لنداء سكان الجزر، قامت شركة تنمية جزر إيزو ببدء تشغيل الخط في الأول من يونيو من عام 1976.

## الطريق البحري

### الطريق الحالي
- هاتشيجوجيما - أوجاشيما
- تشيتشيجيما - هاهاجيما

### الطرق الماضية
- مياكيجيما - ميكوراجيما

## السفن

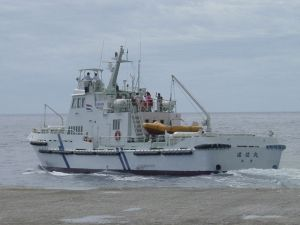
كانجومارو

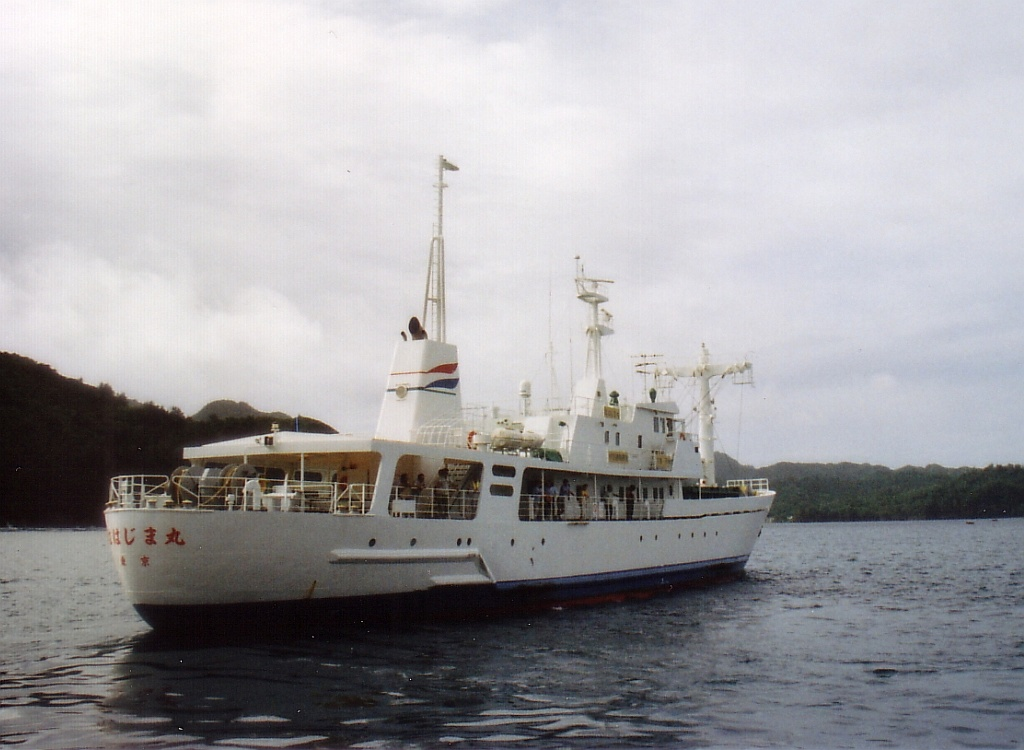
الجيل الثاني من سفينة هو هاجيما مارو (ميناء هاجيما)

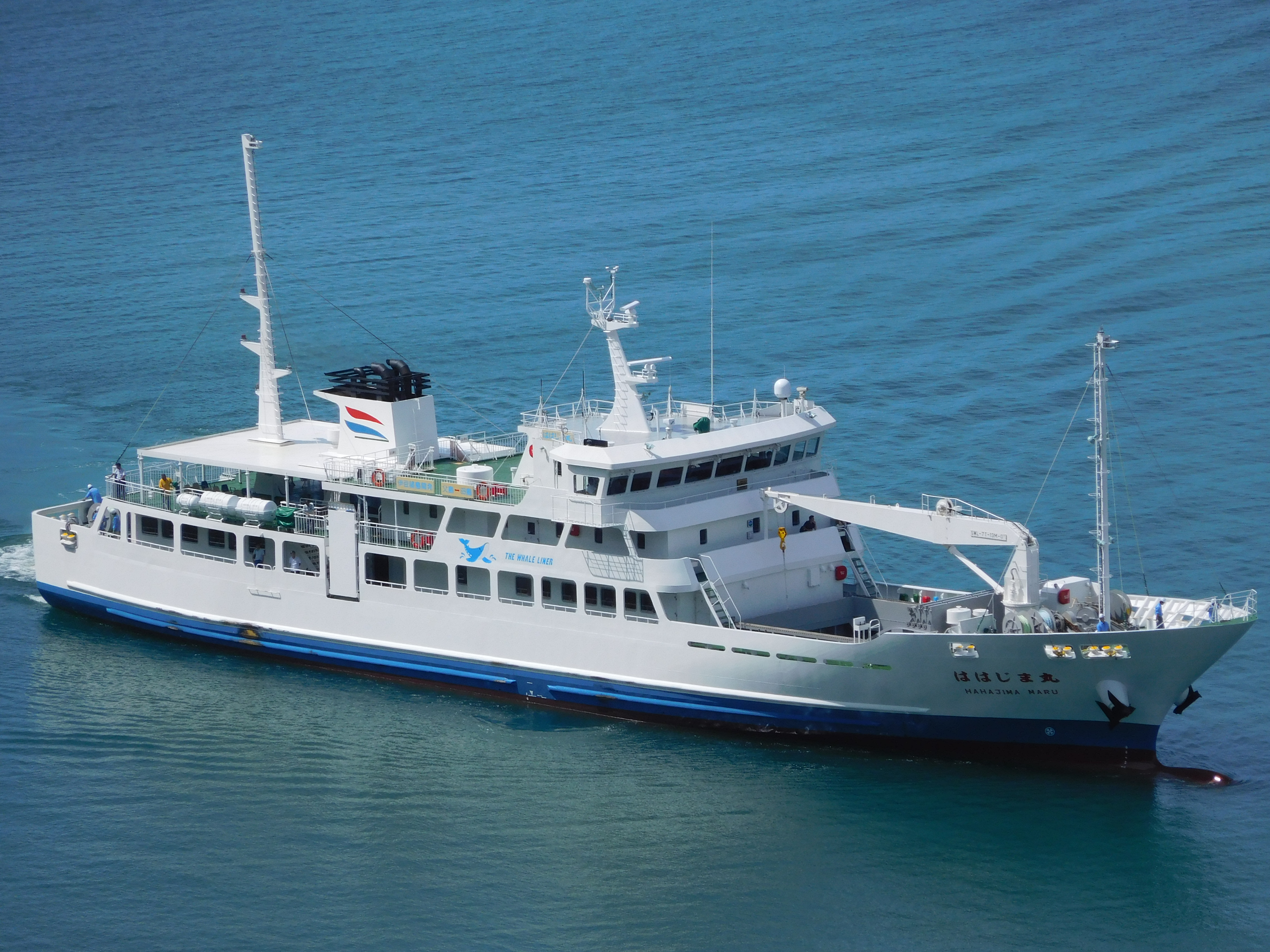
الجيل الثالث من سفينة هو هاجيما مارو

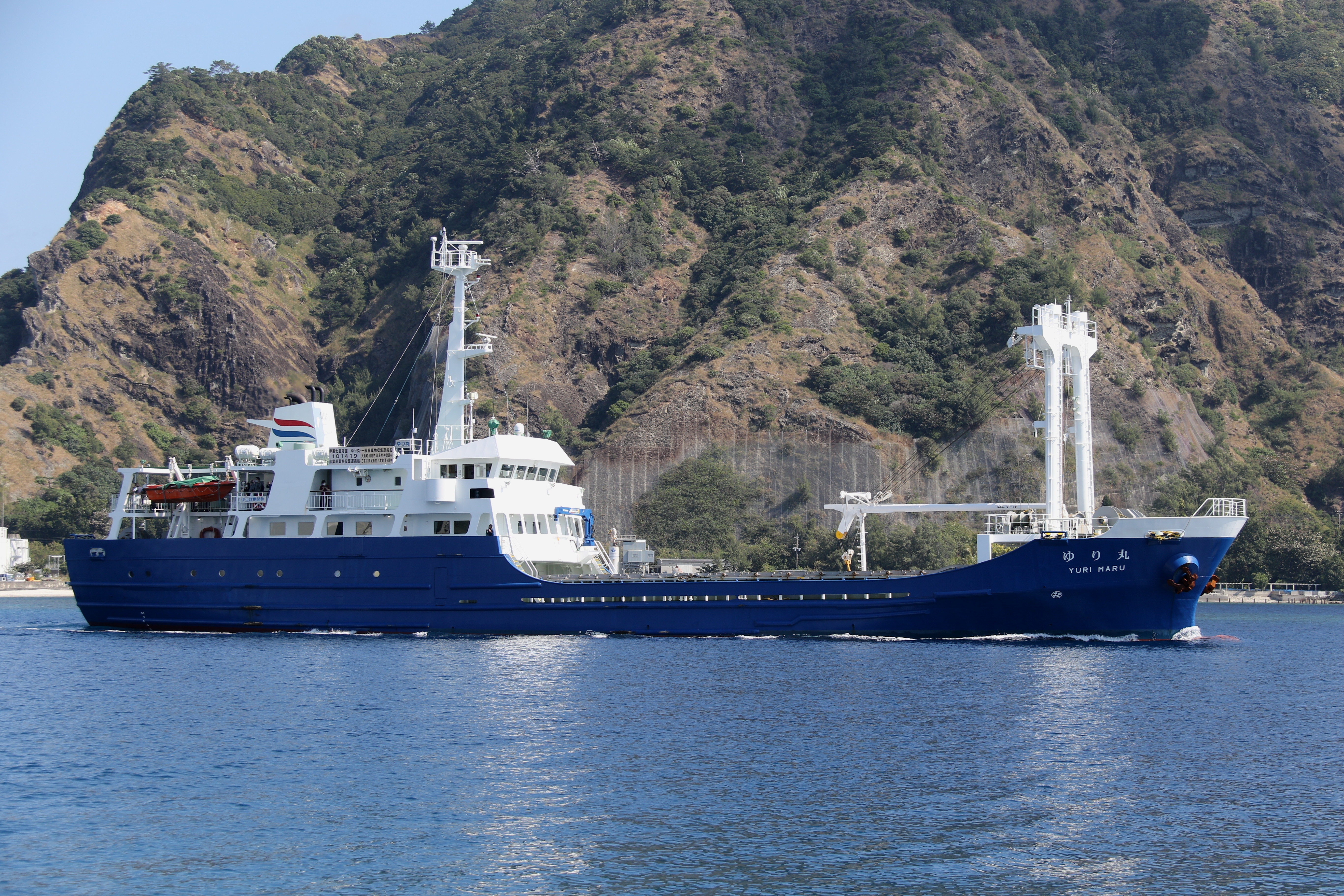
سفينة يوريمارو

### السفن العاملة حاليا
- أوجاشيمارو

ففي السادس من ديسمبر من عام 2013، اكتمل بناء السفينة في أحواض بناء السفن لشركة ميتسوبيشي الثقيلة بشونانكي، لتكون هذه السفينة خير جامع للأدوار التي كانت تؤديها السفن "كانجو مارو" و"كروشيومارو"، فبذلك خفضت التكاليف وأصبح العمل أكثر يسراً. تُقدر سعتها الإجمالية بـ460 طنًا، ويمتد طولها 62 مترًا، وتزود بمحركين يولدان 2,000 حصان لكل منهما، فتصل سرعتها إلى 17 عقدة. تستوعب السفينة 50 راكبًا، وتُعدّ بذلك وسيلة نقل هامة. وقد احتوت على محركين مع محور واحد للدفع، وهو ما جعلها تتميز عن السفن الأخرى مثل "هاهاجيما مارو" (النسخة الثالثة) و"كروشيو مارو"، اللتين تحتويان على محاور دفع متعددة. وبعد أن انطلقت في خط جزيرة آوغا، أصبحت "يوري مارو" خليفة للسفن الاحتياطية، واستُخدمت في نقل البضائع بين طوكيو (تاتسومي) وميناء إيتو، وعُهِدت إليها مهام نقل الشحنات إلى جزر إيزو، وأسهمت أيضًا في إصلاح السفن التابعة لشركة إيزو للتطوير وشركة كينشين للملاحة. 
- هاجيما مارو (الجيل الثالث)

تم تدشين السفينة "أوغاساوارا مارو" (النسخة الثالثة) بالتزامن مع انطلاق النسخة الثانية لتحمل أثقال المسئولية في رحلةٍ جديدة. ففي شهر يونيو من عام 2016، اكتملت السفينة بأيدٍ صناعية ماهرة في أحواض بناء السفن لميناء وَتَانَبِه، وفي شهر يوليو، خرجت السفينة من مرساها، مُزدانةً بشهادة القدرة العظيمة التي تجلت فيها، تحمل إجمالي قدرة 499 طنًا، وطولًا يقدر بـ65.2 مترًا، بعرض يناهز 12 مترًا، وعمق غمرها للمياه عند الحمولة الكاملة 3.4 مترًا. مدفوعةً بمحركين يولدان 2,200 حصانًا لكل منهما، تندفع بسرعة 16.5 عقدة في مياه البحر، وتحمل في جوفها 200 راكبٍ.
- كوروشيومارو

في الثاني عشر من مارس لعام 2021، بدأت أعمال بناء السفينة في أحواض بناء السفن لوَتَانَبِه، فتجسدت السفينة التي حُمِلَت في أبعادها 493 طنًا، بطول 66 مترًا، وبعرض 12 مترًا، وتزيَّنت بقوة 2,000 حصان لكل من محركيها، لتسرع بقطع الأمواج بسرعة 16.5 عقدة، وتحمل في جوفها 84 راكبًا للرحلات البحرية القريبة إلى جزيرة آوغا، و200 راكب في الرحلات الساحلية إلى جزيرة ههاجيما. تأسست السفينة كبديلٍ للسفينة "يوري مارو"، وشيدت لتُحمل خيرات البحر وأعباء النقل عبر المحيط. في البداية، كان مقررًا أن يتم إكمال بناء السفينة في نوفمبر من العام نفسه، لكن بسبب إغفال في الفحص من قبل أحواض بناء السفن، اكتُشف أن بعض الأجهزة اللازمة قانونيًا لم تُركب بعد، مما أدى إلى تأجيل إتمام العمل. في الخامس من يناير 2022، اكتملت السفينة أخيرًا، لتبدأ في السير عبر خط الملاحة بين جزيرة هاتشوجيما وجزيرة آوغا، وعند دخول السفينة "هاهاجيما مارو" إلى حوض السفن لإجراء الصيانة، أخذت هذه السفينة على عاتقها مهمَّة نقل الركاب بين جزيرة تشيتشيجيما وجزيرة ههاجيما. وفي الثلاثين من يناير 2022، انطلقت السفينة، حاملةً عبء النقل بين الجزيرتين، وأصبحت قوة فاعلة في ممرات النقل البحرية 

### السفن التي كانت تُبحر في الماضي
- يايمارو

في شهر أكتوبر من عام 1968، اكتملت السفينة على يد الصناع المهرة في أحواض بناء السفن في توكوشيما، حيث تجلت بسعة إجمالية قدرها 332.37 طنًا، وتمتعت بطول 45.52 مترًا وعرض 8.00 مترًا وعمق 3.85 مترًا، مدفوعةً بمحرك ديزل واحد يولد قوة 930 حصانًا، وتسير بسرعة 11 عقدة في البحر. تستوعب السفينة 31 راكبًا، وكانت قد خُصصت بعد تعديلها من سفينة شحن إلى سفينة شحن وركاب، لتنطلق في مهمة جديدة مع بدء خط الملاحة بين جزيرة تشيتشيجيما وجزيرة ههاجيما.
- يايمارو الثاني

في شهر مارس من عام 1970، اكتملت السفينة في أحواض بناء السفن في توكوشيما، لتخرج إلى الحياة بسعة إجمالية قدرها 226.92 طنًا، وتتسم بطول 39.64 مترًا وعرض 7.00 مترًا وعمق 3.15 مترًا، مزودة بمحرك ديزل واحد يولد 500 حصانًا، وتصل سرعتها إلى 9.5 عقدة في المياه، تستوعب 41 راكبًا في أحشائها. تم تعديلها من سفينة شحن لتصبح سفينة شحن وركاب، لتنطلق في خط الملاحة بين جزيرة تشيتشيجيما وجزيرة ههاجيما، حيث بدأت رحلاتها بخدمات أسبوعية ثلاث مرات (144 رحلة سنويًا). وبعد أن انطلقت السفينة "هاهاجيما مارو" (النسخة الأولى) في خط الملاحة، عادت هذه السفينة إلى حالتها الأصلية كسفينة شحن، واستُخدمت في نقل البضائع عبر شبكة النقل البحري لجزر إيزو السبع.
- هاهاجيما مارو (الجيل الأول)

بعد انطلاق النسخة الثانية، أصبحت السفينة تعرف باسم "هاهاجيما مارو الثانية"، واستُخدمت كسفينة احتياطية. في فبراير من عام 1979، اكتملت السفينة في أحواض بناء السفن في شيمودا، حاملةً سعة إجمالية قدرها 302 طنًا، بطول 44.5 مترًا وعرض 7.8 مترًا وعمق 3.5 مترًا. مزودةً بمحرك واحد بقوة 1,800 حصان، ومحور دفع واحد، لتصل سرعتها إلى 14.6 عقدة، وتستوعب 92 راكبًا في رحلاتها البحرية.
- كوروشيومارو

في أكتوبر من عام 1988، اكتملت السفينة في أحواض بناء السفن في هيتاشي، وبُنيت لتكون مملوكة بشكل مشترك بين مؤسسة صيانة السفن. حملت السفينة سعة إجمالية قدرها 440 طنًا، بطول 54.20 مترًا وعرض 9.50 مترًا وعمق 4.20 مترًا، مع عمق غمر عند الحمولة الكاملة يبلغ 3.61 مترًا. مزودة بمحرك ديزل واحد يولد 1,800 حصان، تصل سرعتها إلى 12.9 عقدة، وتستوعب 85 راكبًا. كانت تسير بين ميناء هاتشوجيما (أساكوجي) وميناء آوغا، تقطع الرحلة أسبوعيًا يوم السبت. في سنواتها الأخيرة، أوقفت السفينة خدمات الركاب وركزت على نقل البضائع فقط. في عام 2014، مع دخول السفينة "آوغا شيما مارو" للخدمة، أنهت عملياتها مع "كانجو مارو"، وبُيعت إلى الخارج.
- كانجومارو

في ديسمبر من عام 1991، اكتملت السفينة في أحواض بناء السفن في يوكوهاما لليخوت، وكانت مملوكة بشكل مشترك بين مؤسسة صيانة السفن. حملت السفينة سعة إجمالية قدرها 119 طنًا، بطول 34.20 مترًا وعرض 6.80 مترًا وعمق 3.20 مترًا. مزودة بمحرك ديزل واحد يولد 1,940 حصانًا، وتصل سرعتها إلى 16.80 عقدة، وتستوعب 45 راكبًا.
- هاهاجيما مارو (الجيل الثاني)

في 31 مايو من عام 1991، اكتملت السفينة في أحواض بناء السفن لشركة ميتسوبيشي الثقيلة بشونانكي، حاملةً سعة إجمالية قدرها 490 طنًا، وطولها 56.65 مترًا، وعرض 9.0 مترًا، وعمق غمر عند الحمولة الكاملة 3.4 مترًا. مزودةً بمحرك واحد يولد 3,000 حصانًا، وتسير بسرعة 16 عقدة، وتستوعب 168 راكبًا. في يونيو من عام 2016، مع انطلاق السفينة "هاهاجيما مارو" (النسخة الثالثة)، انتهت خدمات السفينة، وبُيعت إلى الخارج، حيث تغيرت تسميتها إلى "FAIR LADY" في جزر سولومون، لتواصل إبحارها هناك.
- يوريمارو

بُنيت السفينة لتكون بديلاً للسفينة "هاهاجيما مارو" الثانية، وقد صُممت منذ البداية لتُستخدم كسفينة احتياطية في خط ملاحة جزر إيزو، فكانت حلقة وصل بين الأرض والبحر، تسير في المياه كالعَقد الذي يربط الجزر ببعضها. في الخامس والعشرين من فبراير عام 1998، اكتملت السفينة، متوجةً بسعة 469 طنًا، ممتدةً على طول 62 مترًا، ومزودةً بمحرك يعزف أنغامه بقوة 2,000 حصان، محركةً السفينة بسرعة 13.5 عقدة. تستوعب 115 راكبًا في الرحلات الساحلية و40 راكبًا في الرحلات القريبة. في أكتوبر 2021، أنهت السفينة خدمتها كبديل للسفينة "فيري آزيريا" لشركة كينشين للملاحة، وأقبلت على التقاعد بعد سنوات من العمل. بعد أن خضعت لصيانة دقيقة في حوض سفن بمحافظة شيزوكا، فُتحت أمامها أبواب المستقبل حينما بيعت إلى شركة بحرية في تونجافي مايو 2022، لتواصل إبحارها في مياه جديدة.

## العناصر ذات الصلة
- ايزو شيشيتو الشحن

## حاشية سفلية
قالب:脚注ヘルプ
1. 1 2  "くろしお丸 竣工引渡日決定について" (PDF). 伊豆諸島開発株式会社. اطلع عليه بتاريخ 2021年12月28日. {{استشهاد ويب}}: تحقق من التاريخ في: |تاريخ-الوصول= (مساعدة) والنص "和書" تم تجاهله (مساعدة)
2. ↑  静岡新聞社. "海の"スーパーサブ" 貨客船ゆり丸引退 伊豆諸島航路で活躍【動画あり】｜あなたの静岡新聞". www.at-s.com (باليابانية). Retrieved 2021-11-22. {{استشهاد ويب}}: النص "和書" تم تجاهله (help)

## رابط خارجي
- شركة جزر ايزو للتنمية المحدودة
- خطة تحسين الطريق في جزر إيزو